# حصاد الأعضاء من ممارسي فالون غونغ في الصين

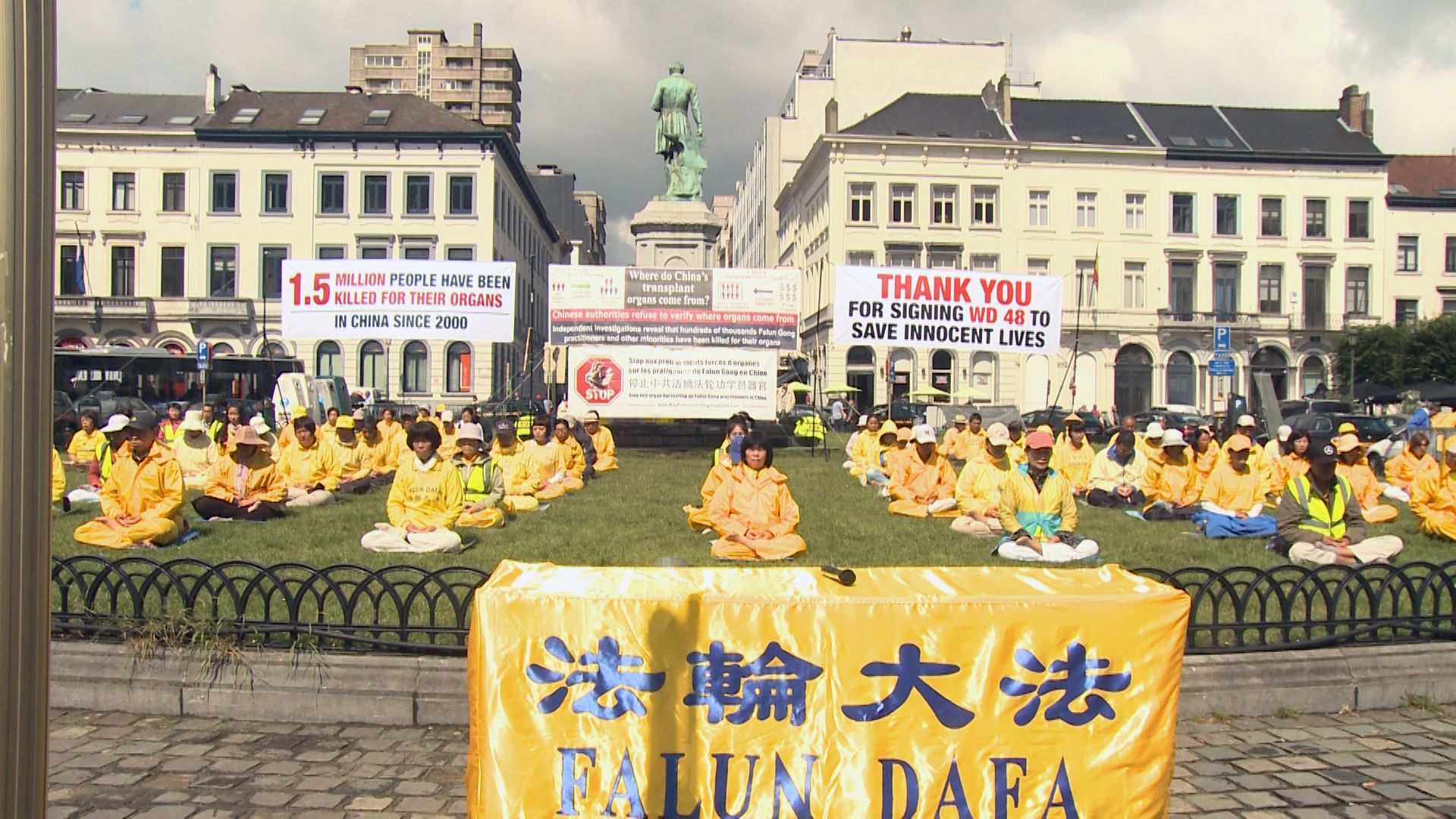

أثارت تقارير حصاد الأعضاء من ممارسي فالون غونغ وغيرهم من السجناء السياسيين في الصين قلقًا متزايدًا لدى بعض الجماعات داخل المجتمع الدولي. وفقًا للتقارير، يعدم السجناء السياسيون، وخاصةً ممارسو فالون غونغ «عند الطلب» لتوفير الأعضاء للمتلقين. ويقال إن حصاد الأعضاء يحدث نتيجة اضطهاد الحزب الشيوعي الصيني لفالون غونغ وبسبب الحوافز المالية المقدمة للمؤسسات والأفراد المتورطين في التجارة.
ظهرت أول تقارير الحصاد المنهجي للأعضاء من سجناء فالون غونغ عام 2006، ولكن يعتقد البعض أن هذه الممارسة بدأت قبل ست سنوات. قدّر العديد من الباحثين أبرزهم محامي حقوق الإنسان الكندي ديفيد ماتاس والبرلماني السابق ديفيد كيلغور والصحفي الاستقصائي إيثان غوتمان، أن عشرات الآلاف من سجناء رأي فالون غونغ قُتلوا من أجل تجارة مربحة في الأعضاء والجثث البشرية، وأن هذه الانتهاكات قد تكون مستمرة، واستندت هذه الاستنتاجات إلى مجموعة من التحاليل الإحصائية؛ والمقابلات مع السجناء السابقين والسلطات الطبية ووكلاء الأمن العام والأدلة الظرفية، مثل العدد الكبير من المعتقلين خارج نطاق القضاء من ممارسي فالون غونغ بالصين والأرباح التي يمكن جنيها من بيع الأعضاء.
نفت الحكومة الصينية هذه المزاعم باستمرار، ولكن الفشل الملحوظ للسلطات الصينية في معالجة هذه الاتهامات أو دحضها بفعالية، أثارالانتباه والإدانة العلنية من بعض الحكومات والمنظمات الدولية والجمعيات الطبية. اتخذ برلمانا كندا والاتحاد الأوروبي وكذلك لجنة الشؤون الخارجية في مجلس النواب الأمريكي، قرارات تدين حصاد الأعضاء من سجناء سياسيي فالون غونغ. ودعا المقررون الخاصون للأمم المتحدة الحكومة الصينية إلى تبيين مصادر الأعضاء المستخدمة في عمليات زرع الأعضاء، كما دعت الجمعية الطبية العالمية والجمعية الأمريكية لزراعة الأعضاء وجمعية زراعة الأعضاء إلى فرض عقوبات على السلطات الطبية الصينية. واتخذت عدة بلدان أو نظرت في اتخاذ تدابير لردع مواطنيها عن السفر إلى الصين بغرض الحصول على أعضاء. حصل فيلم وثائقي عن حصاد الأعضاء من ممارسي فالون غونغ، يدعى الحصاد البشري، على جائزة بيبودي لعام 2014 تقديرًا للتميز في الصحافة الإذاعية.

## خلفية

### زرع الأعضاء في الصين
تملك الصين أحد أكبر برامج زارعة الأعضاء في العالم. رغم أن الصين لا تحتفظ  بإحصاءات وطنية عن حجم عمليات الزرع، إلا أن المسؤولين الصينيين قدروا أن أكثر من 13 ألف عملية زرع أُجريت عام 2004، و20 ألف عملية في 2006. وتقول بعض المصادر إن العدد الفعلي لعمليات الزرع أكبر بكثير، بناءً على تحليل مفصّل لسجلات المستشفيات. لكن من حيث الثقافة والعادات، تملك الصين معدلات تبرع بالأعضاء منخفضة للغاية. مثلًا، بين عامي 2003 و2009  تطوع 130 شخصًا فقط ليكونوا متبرعين بالأعضاء. في عام 2010، أطلق الصليب الأحمر الصيني مبادرة على مستوى البلاد لجذب المتبرعين بالأعضاء، ولكن 37 شخصًا فقط سجلوا أسماءهم. وبسبب انخفاض مستويات التبرع بالأعضاء، فإن معظم الأعضاء المستخدمة في عمليات زرع الأعضاء مصدرها من السجناء. وافقت الحكومة الصينية على لائحة عام 1984 تسمح بنقل أعضاء من المجرمين الذين أُعدموا، بشرط أن يُمنحوا موافقة مسبقة أو إذا لم يطالب أحد بالجثة.
رغم عدم وجود نظام منسّق للتبرع بالأعضاء أو تخصيصها، فإن أوقات الانتظار للحصول على الأعضاء الحيوية في الصين من أقصر الأوقات في العالم، غالبًا ما تكون أسابيع فقط لأعضاء مثل الكلى والأكباد والقلوب. ما جعلها وجهة للسياحة الدولية في مجال زراعة الأعضاء ومكانًا رئيسيًا لاختبارات الأدوية المضادة للرفض. كانت التجارة في الأعضاء البشرية مصدرًا مربحًا لدخل المؤسسات الطبية والعسكرية ومؤسسات الأمن العام ال صينية. ونظرًا لعدم وجود نظام فعّال للتبرع بالأعضاء أو تخصيصها على الصعيد الوطني، تستمد المستشفيات الأعضاء من سماسرة محليين، من خلال صلاتها بالمحاكم ومراكز الاحتجاز والسجون.
لا يتم عادة إخبار متلقي زراعة الأعضاء في الصين بهوية المتبرع بالعضو، ولا يتم تزويده بدليل كتابي على الموافقة. وفي بعض الحالات، تُحجب هوية الأطباء والجراحين عن المرضى. وتتفاقم مشكلة الشفافية بسبب عدم وجود أي مبادئ توجيهية أخلاقية لمهنة الزرع أو نظام للتأديب للجراحين الذين ينتهكون المعايير الأخلاقية.
بحلول التسعينيات، أدت المخاوف المتزايدة بشأن الانتهاكات المحتملة الناجمة عن الموافقة القسرية والفساد إلى بدء الجماعات الطبية ومنظمات حقوق الإنسان بإدانة استخدام الصين لأعضاء السجناء. عادت هذه المخاوف للظهور عام 2001، عندما أدلى طبيب عسكري صيني بشهادته أمام الكونغرس الأمريكي أنه شارك في عمليات استخراج الأعضاء من السجناء الذين أعدموا، وبعض الذين لم يموتوا بعد. وفي ديسمبر 2005، أقر نائب وزير الصحة الصيني هوانغ جيفو أن ما يصل حتى 95% من أعضاء زراعة الأعضاء من مانحين متوفين، والتي تشكل 65% من جميع عمليات الزرع هي من السجناء الذين أُعدموا، ووعد باتخاذ خطوات لمنع سوء المعاملة.
أكد هوانغ هذه الادعاءات في عامي 2008 و2010 مشيرًا إلى أن أكثر من 90 % من عمليات زرع الأعضاء من المانحين المتوفين يتم الحصول عليها من السجناء. طالبت الجمعية الطبية العالمية عام 2006 الصين بوقف حصاد الأعضاء من السجناء الذين يعتبرون غير قادرين على الموافقة بشكل صحيح. في عام 2014، قال هوانغ جيوفو إن الاعتماد على حصاد الأعضاء من السجناء المحكوم عليهم  بالإعدام بدأ بالانخفاض، ودافع في الوقت نفسه عن عملية استخدام أعضاء السجناء في نظام الزرع.
بالإضافة إلى التزود بالأعضاء من السجناء المحكوم عليهم بالإعدام، أعرب المراقبون الدوليون والباحثون أيضًا عن قلقهم من أن سجناء الرأي يقتلون لتزويد تجارة زراعة الأعضاء. لم يُدان هؤلاء الأفراد بجرائم الإعدام، وسجنوا في حالات كثيرة خارج نطاق القضاء على أساس معتقداتهم السياسية أو الدينية.

### اضطهاد فالون غونغ
فالون غونغ هو نظام تشي كونغ صيني يتضمن التأمل وفلسفة أخلاقية متأصلة في التقاليد البوذية، أصبحت هذه الممارسة شعبية في التسعينيات في الصين، وبحلول عام 1998، قدرت مصادر الحكومة الصينية أن ما يصل إلى 70 مليون شخص قاموا بهذه الممارسة. كان زعيم الحزب الشيوعي جيانغ زيمين يدرك أن فالون غونغ يشكل تهديدًا محتملًا لسلطة الحزب وأيديولوجيته، لذا بدأ حملة على مستوى البلاد للقضاء على الجماعة في يوليو 1999.
أُنشئت هيئة غير دستورية تسمى مكتب 6-10 لقيادة اضطهاد فالون غونغ، وحشدت السلطات أجهزة الإعلام الحكومية والقضاء وقوات الشرطة والجيش والنظام التعليمي والأسر وأماكن العمل من أجل «الكفاح» ضد الجماعة.
ومنذ عام 1999، كان ممارسو فالون غونغ هدفًا للتعذيب المنهجي والسجن الجماعي والسخرة والإيذاء النفسي، كل ذلك بهدف إجبارهم على التراجع عن معتقداتهم.

## تقارير حصاد الأعضاء من فالون غونغ

### سوجياتون
قُدمت أول الادعاءات عن حصاد الأعضاء واسع النطاق من ممارسي فالون غونغ في مارس 2006 من قبل ثلاثة أفراد يدّعون أنهم علموا بعمليات استخراج الأعضاء غير الطوعية في مستشفى سوجياتون للتخثر في شنيانغ بمقاطعة لياونينغ. زعمت إحدى المخبرين، وهي زوجة جراح في المستشفى، أن زوجها أجرى العديد من عمليات إزالة القرنية من ممارسي فالون غونغ.
أرسل ممثلو وزارة الخارجية الأمريكية إلى مستشفى سوجياتون للتحقيق في الادعاءات. ومنحوا جولة في المنشأت، لم يجدوا دليلًا يثبت صحة هذه الادعاءات، لكنهم قالوا إنهم ما زالوا قلقين بشأن معاملة الصين لفالون غونغ وتقارير حصاد الأعضاء.
وبعد ذلك بوقت قصير في مايو 2006، طلب التحالف التحقيق في اضطهاد فالون غونغ من البرلماني الكندي السابق ديفيد كيلغور ومحامي حقوق الإنسان ديفيد ماتاس في الادعاءات الأوسع المتعلقة بحصاد الأعضاء من ممارسي فالون غونغ في الصين، وافق كيلغور وماتاس على إجراء تحقيق كمتطوعين.